# هلنا دراگاش
هِلِنا دراگاش (انگلیسی: Helena Dragaš) یا یلنا دراگاش (صربی: Јелена Драгаш، ت. «Jelena Dragaš»؛ ح. ۱۳۷۲ – ۲۳ مارس ۱۴۵۰) قدیس مسیحی اهل امپراتوری بیزانس بود. او همسر مانوئل دوم، امپراتور بیزانس، مادر دو امپراتور آخر بیزانس، ژان هشتم و کنستانتین یازدهم بود. او پس از مرگ پسرش ژان هشتم در سال ۱۴۴۸ تا زمانی که پسرشکنستانتین یازدهم در سال ۱۴۴۹ بر تخت سلطنت نشست، به عنوان نایب السلطنه امپراتوری بیزانس خدمت کرد.
او که از نجیب‌زادگان و اشراف صرب بود، بعدها راهبه شد و توسط کلیسای ارتدوکس شرقی تحت نام رهبانی خود، سنت هیپومون (Ὑπομονὴ)، که در زبان انگلیسی به صورت Saint Patience نویسه‌گردانی شده است، به عنوان یک قدیس مورد احترام قرار گرفت.

## زندگی‌نامه
هلنا دختر نجیب‌زاده صرب کنستانتین دیانوویچ، یک اشراف زادهٔ صرب بود که در جریان سقوط امپراتوری صربستان کیوستندیل را تحت کنترل داشت، بود. او در خانواده اصیل دِیانوویچ صرب به دنیا آمد. مادر او همسر اول کنستانتین دیانوویچ و کنستانتین خودش نوهٔ پادشاه صربستان استفان سوم دچانسکی بود. نامادری او، اودوکیای ترابیزون، دختر الکسیوس سوم و تئودورا کانتاکوزنه، و بیوهٔ تاج‌الدین پاشای سینوب امیر لیمنیا بود.
پدرش در نبرد رووین (۱۳۹۵ میلادی)، در حالی که به عنوان دست نشاندهٔ سلطان عثمانی بایزید یکم علیه میرچای اول والاشی می‌جنگید، کشته شد.

### ملکه
هلنا در سال ۱۳۹۲ میلادی با مانوئل دوم، امپراتور بیزانس ازدواج کرد. یک روز بعد، در ۱۱ فوریه ۱۳۹۲، او به عنوان «شهبانوی مقدس» تاجگذاری کرد.
هیچ اطلاعاتی در مورد علت این ازدواج مصلحتی وجود ندارد، اگرچه موضوع گمانه زنی‌های زیادی بوده است، اما ازدواج‌های دودمانی بین دودمان بیزانس و صرب بی‌سابقه نبوده است.
او به‌طور سنتی به خاطر زیبایی، تقوا، خرد و عدالتش معروف بود. اطلاعات زیادی دربارهٔ او در دوران تصدی امپراتوری یا رابطه خصوصی او با مانوئل دوم در دست نیست. هنگامی که همسرش مانوئل دوم در سال ۱۳۹۳ غایب بود، مادرش را در غیاب او، به جای همسرش نایب السلطنه کرد. رابطه او با مادرشوهرش ناشناخته است، اما از آنجایی که او هم نام مادرشوهرش را که در اواخر عمر راهبه شد، انتخاب کرد، فرضیه بر آن است که رابطه این دو نفر، رابطه خوبی بوده است. در اسناد سال ۱۴۲۴ به‌طور خلاصه از امپراتور هلنا یاد می‌شود که اسفرانتزس، مقام دربار، به جای امپراتور سالخورده، پیامی را از یک داعی به او دریافت کرد، زیرا پسرش غایب بود، و او در آن زمان همراه عروسش بود، و این او بود که پیام را به امپراتور ارشد منتقل کرد.
در سال ۱۴۲۵ شوهرش از سلطنت کناره‌گیری کرد و با نام ماتئوس (Ματθαῖος) راهب شد. پس از مرگ شوهرش، در ۲۱ ژوئیه ۱۴۲۵، او در صومعه کیرا مارتا راهبه شد و نام رهبانی خود را هیپومون قرار داد. او به تأسیس خانه ای برای سالمندان با نام «امید ناامیدان» کمک کرد. این خانه در صومعه سنت جان در پتریون قرار داشت، جایی که یادگارهای پاتاپیوس قدیس اهل تبس نیز در آنجا نگهداری می‌شود.

## مرگ و میراث
هلنا در ۲۳ مارس ۱۴۵۰ در قسطنطنیه درگذشت.
او توسط کلیسای ارتدکس به عنوان یک قدیس مورد احترام است و یاد او در ۲۹ مه، روز فتح قسطنطنیه به دست عثمانی‌ها و مرگ پسرش کنستانتین یازدهم، گرامی داشته می‌شود. جمجمه او به عنوان یک یادگار مقدس در صومعه سنت پاتاپیوس در لوتراکی یونان نگهداری می‌شود.

## برای مطالعهٔ بیشتر
- "Life, akolouthia, paraklitikos kanonas and egomia of the holy mother ‘’Saint Hypomone" [Dr. Charalambos Busias, edition of Holy Monastery of Saint Patapios, Loutraki 1999]
- "Saint Hipomoni: History and asmatiki akolouthia" [Archpriest Makrystathis Sotirios, Athens, 1993]
- "Kanon parakletikos & Hairetistirioi oikoi to the Blessed Mother's Saint Hypomone" [Dr. Charalambos Busias, edition of the Holy Monastery of Saint Patapios Loutraki 2007]
- "The Holy Monastery of Saint Patapios in Loutraki" [edition of the Metropolis of Corinth, Sikyon, Zemenou, Tarsus and Polyfengous, 2012].
- "The Greek Monasteries" [Ev. Lekkou, Ihnilatis, Athens, 1995].
- "Agiologio of Orthodoxy," [Christos Tsolakidis, Athens, 2001 edition]
- "O Megas Synaxaristis of the Orthodox Church" Saint Patapios, p. (254) - (261) [m Victoras Mattheos, 3rd edition, Metamorfosi Sotiros Monastery, Athens, 1968]
- "Saint Patapios" [Stylianos Papadopoulos, professor of the University of Athens, Holy Monastery of Saint Patapios, Loutraki, Greece, edition 2006].
- "St. Patapios and his miracles," [Dr. Charalambos Busias, edition of Holy Monastery of Saint Patapios Loutraki 2004]
- "Deltos of Miracles of our miraculous father St. Patapios" [Dr. Charalambos Busias, edition of Holy Monastery of Saint Patapios 4th Edition, Loutraki 2011]